# Carlos Henrique Alves
Carlos Henrique Alves da Silva, mais conhecido como Carlos Henrique (Rio de Janeiro, 20 de julho de 1970) é um político brasileiro filiado ao Republicanos. Atualmente, exerce seu quarto mandato de deputado estadual pelo estado do Minas Gerais.

## Atuação Política

### Vereador
Carlos Henrique iniciou sua carreira política como vereador da cidade de Belo Horizonte. Exerceu três mandatos consecutivos, tendo sido eleito em 2000, 2004 e 2008. Como vereador ele ocupou a 1ª Secretaria e a Corregedoria da Câmara e a Vice-presidência da Comissão de Legislação e Justiça.

### Deputado estadual
Seu primeiro mandato como deputado estadual ocorreu em 2011 e, atualmente, está em seu quarto  mandado consecutivo. Em seu primeiro mandado foi membro efetivo das comissões de Minas e Energia e de Defesa do Consumidor e do Contribuinte. Em abril de 2015, durante seu segundo mandato na Assembleia Legislativa, licenciou-se para assumir a Secretaria de Estado de Esportes até Dezembro de 2016. Foi eleito como 2o. Secretário da Mesa Diretora da ALMG para o quadriênio  2019 a 2022. Em 2023 se tornou Líder da Maioria na ALMG. Atualmente é o presidente da Comissão de Redação.